# ゴンザロ・ガルシア

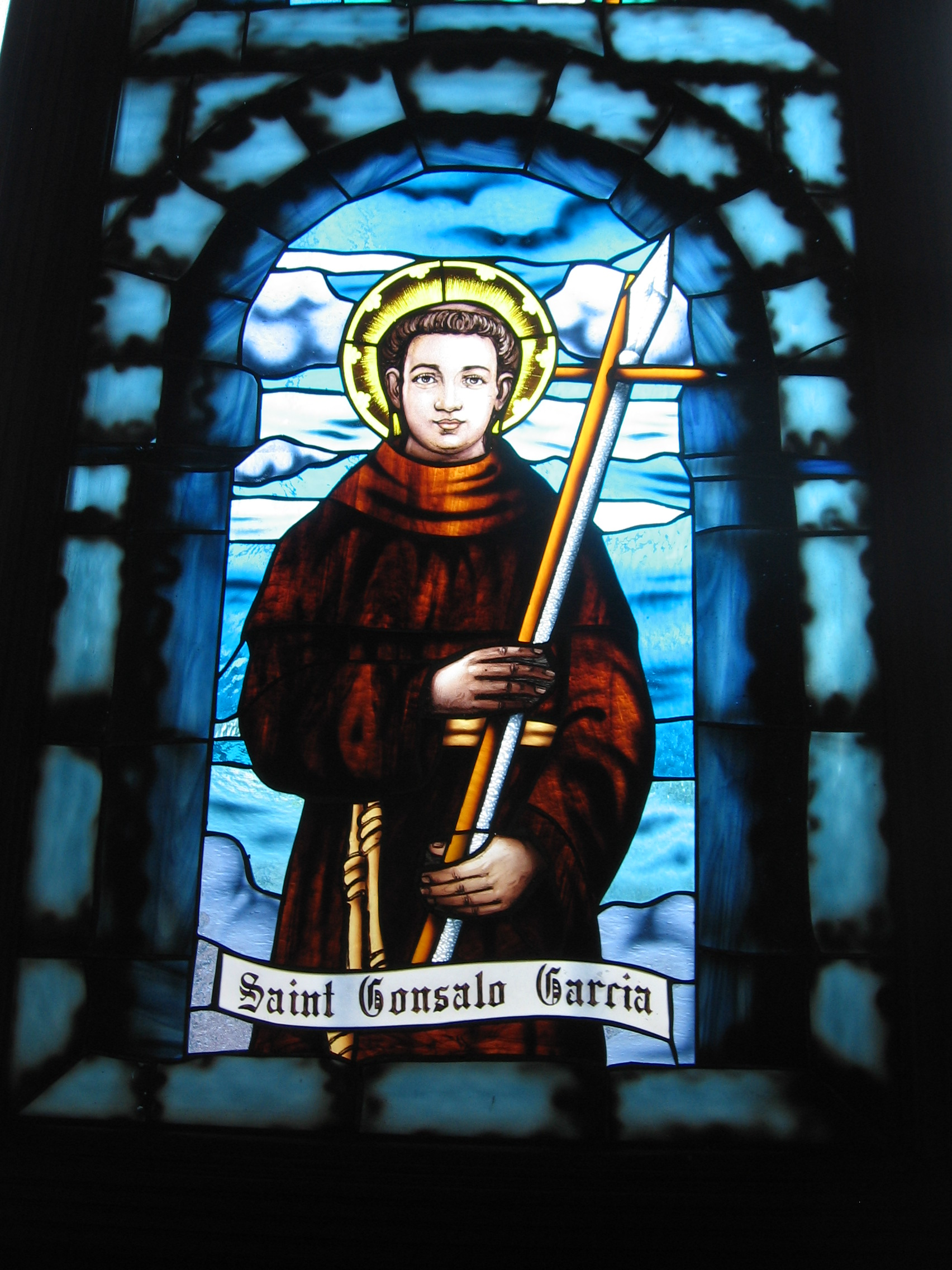
ゴンザロ・ガルシア（ガラス絵）

ゴンザロ・ガルシア（Gonzalo Garcia、1557年 - 1597年2月5日）は、ポルトガルのフランシスコ会宣教師である。

## 経歴・人物
ポルトガル領インド領だったヴァサイー（現在はマハーラーシュトラ州に所在）に生まれる。1572年（元亀3年）にイエズス会の宣教師と共に来日するが、後に離日しスペイン領東インド（現在のフィリピン）のマニラにてフランシスコ会士となった。
1593年（文禄2年）に豊臣秀吉がフィリピンに派遣し商人であった原田喜右衛門が帰国した事ににより、同じフランシスコ会士だったスペイン出身のペトロ・バウチスタに従事して再来日する。その後は堺や京都等畿内を中心に布教活動を行うが、1596年（文禄5年）に発生したサン＝フェリペ号事件により捕縛され翌年長崎にて殉教した。これによってバウチスタと共に日本二十六聖人となった。